# Amauris comorana
Amauris comorana är en fjärilsart som beskrevs av Charles Oberthür 1897. Amauris comorana ingår i släktet Amauris och familjen praktfjärilar. Inga underarter finns listade i Catalogue of Life.